# 张子龙 (军人)
张子龙（？—1953年10月3日），中国江苏人，志愿军人，朝鲜战争中被俘后被杀。

## 生平
朝鲜战争期间以志愿军身份进入到朝鲜战场。1951年被俘后，一直住在釜山的战俘医院。次年7月，又被送到济州岛的战俘营。因策划率领部分战俘返回，1953年10月3日，他在钉子围场第二十八号营场中被谋杀、分尸。战俘营组成一个调查委员会，并得出结论是七名战俘中有充分证据推定有犯罪证据。被告受到控告，印度看管部队司令官于1953年12月12日召开一个军事法庭。联合国军为其提出两名美国籍律师，遭到朝鲜人民军与中国人民志愿军方面的抗议，最后在双方争议巨大的情况下，无法举行军事法庭并被迫解散。